# Doane Perry
Doane Ethredge Perry (Mount Kisco, 16 giugno 1954) è un batterista statunitense.
È, insieme a Mark Craney (statunitense) e Florian Opahle (tedesco), uno dei membri non britannici nella storia della band.

## Album con i Jethro Tull
- Crest of a Knave (1987)
- Rock Island (1989)
- Catfish Rising (1991)
- Roots to Branches (1995)
- J-Tull Dot Com (1999)
- The Jethro Tull Christmas Album (2003)